# Monte Perdido
Monte Perdido (franc. Mont Perdu) (Muntele Pierdut) ce are înălțimea de 3.355 m este al treilea munte ca înălțime din masivul Pirinei. El se află situat pe linia de graniță dintre Spania și Franța, măginit la nord de Huesca (Aragon), Parcul Național Ordesa y Monte Perdido, iar la sud este limitat de granița franceză. De la poalele muntelui izvoresc râurile Ara și Rio Cinca.

## Escaladarea
Urcarea pe munte se face din partea de nord-vest spre „Refugio de Goriz” (2.200 m). De aici drumul turistic se continuă spre est spre lacul înghețat „Lago Helado” din „Col du Marboré”. Urmează un traseu în direcția sud, spre pisc. De la coliba „Refugio de Goriz” se poate realiza traseul în ca. 3 ore. De pe vârf se poate vedea panorama munților, la vest Vignemale iar la nord „ Massiv de Néovielle.”